# Egy katonaének – A végek dicsérete

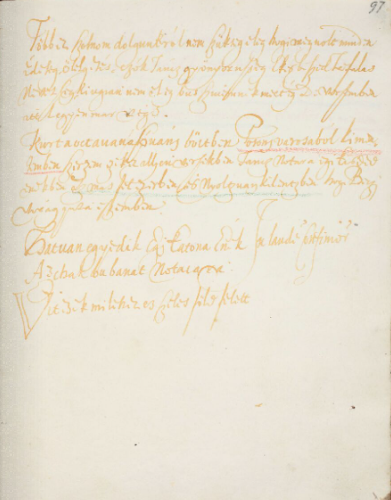
A vers kéziratos, töredékes változata a Balassa-kódexben

Az Egy katonaének (teljes címe: Egy katonaének: in laudem confiniorum; A végek dicsérete) Balassi Bálint reneszánsz kori magyar költő alkotása. A mű Balassi vitézi versei közé tartozik, azok közül is az egyik legismertebb. Témája a végvári katonák élete, és egyben a költő búcsúja a magyar hazától. Az 1589-es évben keletkezett.

A versnek több szövegváltozata keletkezett a későbbi átmásolások során. Eredetije a Balassa-kódexben található, de volt bártfai (1660), lőcsei (1670, 1671), pozsonyi (1676), kolozsvári (1669-1677, 1677), kolozsvári (1681), nagyszombati (1699) szövegváltozata is, illetve megtalálható volt a Mátray-kódexben (1677 után) és a Czerey János-énekeskönyvben (1634-1651) is (utóbbiban a vers szövege töredékes, a cím és az első 6 strófa hiányzik).      

## A mű keletkezésének körülményei
Balassi, miután folyamatos szerelmi csalódások és társadalmi kudarcok érték (az 1584-ben unokatestvérével, Dobó Krisztinával kötött házasságát érvénytelenné nyilvánították, a katolikus Habsburg uralkodócsalád sem támogatta többé, mert áttért a protestáns hitre), 1589-ben elhagyta Magyarországot, és Lengyelországba ment. Wesselényi Ferencnél talált menedéket, aki abban az időben jelentős lengyelországi birtokokkal rendelkezett. A költő megismerkedett, majd szerelmi viszonyt folytatott Wesselényi feleségével, Szárkándy Annával. Külföldi tartózkodása alatt jött rá, hogy tulajdonképpen mit is jelent számára a haza, száműzetése alatt írta meg a Végek dicséretét, melynek fő motívumai a búcsú, a visszatekintés és az emlékezés.

## A mű általános mondanivalója
Az Egy katonaének „páratlan hitelességű kor- és hadtörténeti dokumentum, melynek minden szava, minden mozzanata a személyes tapasztalat mindennapos valóságát tükrözi. Ugyanakkor más is, jóval több, mint lírai korrajz: a kor egyik legkiemelkedőbb költőjének világhorizontú, egyetemes érvényű vallomása egy kiegyensúlyozott, harmonikus világrend utáni vágyakozásról, melyben az emberség, a tisztesség, az önzetlen, bátor helytállás erkölcsi magasabbrendűsége győzedelmeskedik.” (Kecskés András)

## A vers elemzése
A mű megszólítással („Vitézek,...”) és költői kérdéssel („mi lehet ez széles föld felett szebb dolog az végeknél?”) kezdődik.
A vers további része valójában ennek az egy költői kérdésnek a megválaszolása: a költő bemutatja a vitézek életformáját, és ezzel próbálja bebizonyítani, hogy valóban nincs szebb dolog a katonai pályánál. Habár a művet megszólítással kezdte, a megszólítottakról a továbbiakban már többes szám harmadik személyben beszél. Mozgalmas képek sorozatában jeleníti meg a végvári vitézek életének pillanatait: a harci kedvet, a portyára készülődést, az ellenség elé vonulást, az éjszakai ütközetet, párviadalokat, majd a csata elmúltával a letáborozást és lenyugvást. Ebben a részben a költő a katonai életet elsősorban pozitív nézőpontból mutatja be.
Az ötödik versszakban, mely tekinthető a vers csúcspontjának, a költő elvonatkoztat a konkrét történésektől, általánosít, a katonaéletről mint legmagasabb eszményről beszél. A továbbiakban újabb életképek következnek, ezúttal azonban Balassi már a katonaélet árnyoldalát tárja elénk, nem titkolja a vitézi élet veszélyességét sem, de véleménye szerint éppen ezzel együtt, ezért is szép a katonák élete.
A mű vége felé újra a vitézeket szólítja meg: dicséri őket („vitézeknek dicséretes serege”) és áldást kér rájuk („sok jó szerencsékkel áldjon Isten mezőkbe”).

## Verselés és rímképlet
Verselése magyaros, ütemhangsúlyos, a mű Balassi-strófában íródott, minden strófa három sorból, az egész vers pedig kilenc strófából áll. A Balassi-strófa rímképlete 6a-6a-7b-6c-6c-7b-6d-6d-7b (a számok az adott sor szótagszámát jelölik, az azonos betűk pedig az egymással rímelő sorokat).

## A vers szövege
Egy katonaének: in laudem confiniorum
Az Csak búbánat nótájára
Vitézek mi lehet ez széles föld felett szebb dolog az végeknél?

Holott kikeletkor az sok szép madár szól, kivel ember ugyan él;

Mező jó illatot, az ég szép harmatot ád, ki kedves mindennél.

Ellenség hírére vitézeknek szíve gyakorta ott felbuzdul,

Sőt azon kívül is, csak jó kedvébül is vitéz próbálni indul,

Holott sebesedik, öl, fog, vitézkedik, homlokán vér lecsordul.

Veres zászlók alatt lobogós kópiát vitézek ott viselik,

Roppant sereg előtt távol a sík mezőt széjjel nyargalják, nézik;

A párduckápákkal, fényes sisakokkal, forgókkal szép mindenik.

Jó szerecsen lovak alattok ugrálnak, hogyha trombita riadt,

Köztük ki strázsát áll, ki lováról leszáll, nyugszik reggel, hol virradt,

Midőn éjten éjjel csataviseléssel mindenik lankadt s fáradt.

Az jó hírért névért s az szép tisztességért ők mindent hátra hadnak.

Emberségről példát, vitézségről formát mindeneknek ők adnak,

Midőn mint jó sólymok mezőn széjjel járnak, vagdalkoznak, futtatnak.

Ellenséget látván, örömmel kiáltván, ők kópiákot törnek,

S ha súlyosan vagyon az dolog harcokon, szólítatlan megtérnek,

Sok vérben fertezvén arccal reá térvén űzőt sokszor megvernek.

Az nagy széles mező, az szép liget, erdő sétáló palotájok,

Az utaknak lese, kemény harcok helye tanuló oskolájok,

Csatán való éhség, szomjúság, nagy hévség s fáradtság mulatságuk.

Az éles szablákban örvendeznek méltán, mert ők fejeket szednek,

Viadalhelyeken véressen, sebekben halva sokan feküsznek,

Sok vad, madár gyomra gyakran koporsója vitézül holt testeknek.

Ó végbelieknek, ifjú vitézeknek dicséretes serege,

Kiknek ez világon szerteszerént vagyon mindeneknél jó neve,

Mint sok fát gyümölccsel sok jó szerencsékkel áldjon Isten mezőkbe!